# Štitar (Šabac)
Štitar (em cirílico: Штитар) é uma vila da Sérvia localizada no município de Šabac, pertencente ao distrito de Mačva, na região de Mačva. A sua população era de 2045 habitantes segundo o censo de 2011.

## Demografia
| 1948  | 1953  | 1961  | 1971  | 1981  | 1991  | 2002  | 2011  |
| ----- | ----- | ----- | ----- | ----- | ----- | ----- | ----- |
| 1 447 | 1 630 | 1 949 | 2 072 | 2 183 | 2 256 | 2 285 | 2 045 |